# Gulgrå værling
Gulgrå værling (Emberiza cineracea) er en 16,5 centimeter stor spurvefugl, der yngler i tørre og stenede i Mellemøsten, sydøstlige Europa og nordøstlige Afrika. Hannen er grålig med gul strube, skægstribe og øjenring. Hunnen er mere olivengrå med hvid øjenring. I Danmark er gulgrå værling set en enkelt gang.